# 安里カツ子
安里 カツ子（あさと カツこ、1947年6月16日 - 2013年12月5日）は日本の実業家、政治家（沖縄県副知事）。沖縄県名護市屋我地出身。

## 経歴
1947年（昭和22年）6月16日生まれ。
那覇商業高校（現:沖縄県立那覇商業高校）、商業実務専門学校卒業。1967年、琉球石油（現:りゅうせき）に入社。1987年、りゅうせきビジネスサービス設立に参画。1993年、りゅうせき社長、その後専務などを経て2006年からりゅうせき副社長。また、1996年には県経営者協会の女性リーダー部会を立ち上げた。2007年から4年間沖縄県副知事を務めた。
2013年12月5日11時40分、心不全により死去。享年66歳。